# Gert Bolmer
Gert Bolmer (25 april 1983) is een Nederlands dressuurruiter.
De met cerebrale parese geboren Bolmer begon op zevenjarige leeftijd met paardrijden, omdat dit volgens zijn fysiotherapeut goed voor hem zou zijn. Na verloop van een aantal jaar begon hij het rijden steeds meer te waarderen en in 1999 begon hij serieus met internationale wedstrijdsport in Graad I. In 2000 kwalificeerde Bolmer zich voor de Paralympische Zomerspelen. Daarmee was hij het jongste lid van de Nederlandse Paralympische equipe. Ook tijdens de Paralympische Zomerspelen 2004 in Athene was hij erbij. Vanaf 2005 moest hij een tijdje regelmatig verstek laten gaan door blessures van zijn paard. Ook de Paralympische Zomerspelen 2008 in Peking liep hij daardoor mis. Begin 2009 kon Bolmer er met twee nieuwe paarden weer tegenaan. Hij kwalificeerde zich in 2012 vervolgens voor de Paralympische Zomerspelen 2012 in Londen.
In het dagelijkse leven is Bolmer netwerkspecialist.

## Beste uitslagen

### Paralympische Spelen
| Evenement   | Resultaat | Paard     | Onderdeel       |
| ----------- | --------- | --------- | --------------- |
| Athene 2004 | brons     | Lodewijk  | Individueel     |
| Athene 2004 | brons     | Lodewijk  | Landenwedstrijd |
| Sydney 2000 | brons     | leenpaard | Kür             |
| Sydney 2000 | zilver    | leenpaard | Landenwedstrijd |

### Wereldkampioenschappen
| Evenement     | Resultaat | Paard    | Onderdeel       |
| ------------- | --------- | -------- | --------------- |
| Kentucky 2010 | brons     | Triumph  | Kür             |
| Moorsele 2003 | brons     | Lodewijk | Individueel     |
| Moorsele 2003 | brons     | Lodewijk | Kür             |
| Århus 1999    | brons     | Jaresca  | Individueel     |
| Århus 1999    | brons     | Jaresca  | Kür             |
| Århus 1999    | brons     | Jaresca  | Landenwedstrijd |

### Europesekampioenschappen
| Evenement         | Resultaat | Paard         | Onderdeel       |
| ----------------- | --------- | ------------- | --------------- |
| Kristiansand 2009 | brons     | Winnyroodnoot | Landenwedstrijd |
| Sóskút 2005       | brons     | Lodewijk      | Individueel     |
| Anadia 2002       | brons     | Lodewijk      | Individueel     |
| Anadia 2002       | brons     | Lodewijk      | Kür             |

### Nederlandse Kampioenschappen
| Evenement | Resultaat | Paard         |
| --------- | --------- | ------------- |
| 2010      | goud      | Triumph       |
| 2009      | goud      | Winnyroodnoot |
| 2006      | goud      | Lodewijk      |
| 2001      | goud      | Lodewijk      |
| 2000      | goud      | Jaresca       |